# Летние Олимпийские игры 2012
Летние Олимпийские игры 2012 (англ. 2012 Summer Olympics, фр. Jeux Olympiques d'été de 2012, официально называются Игры XXX Олимпиады) — тридцатые летние Олимпийские игры, проходившие в Лондоне, столице Великобритании, с 27 июля по 12 августа 2012 года. Лондон стал первым городом, который принял игры уже третий раз (до этого они проходили там в 1908 и 1948 годах). Талисманы игр — Венлок и Мандевиль.

## Выбор города
Приём заявок городов-кандидатов был завершён 15 июля 2003 года. К этому моменту желание принять у себя Игры выразили 9 городов: Гавана, Стамбул, Лейпциг, Лондон, Мадрид, Москва, Нью-Йорк, Париж и Рио-де-Жанейро.                                                                                                                                                                                                                                           
18 мая 2004 года Международный олимпийский комитет после оценки всех поданных заявок выбрал 5 городов, из которых предстояло сделать выбор на 117-й сессии МОК в июле 2005 года в Сингапуре — Мадрид, Москва, Нью-Йорк, Париж и Лондон.
Кандидатура Лондона была выбрана 6 июля 2005 года. Единственным главой правительства, кто лично представлял заявку своей страны, стал в Сингапуре тогдашний премьер-министр Великобритании Тони Блэр.
На следующий день после объявления столицы Игр в Лондоне произошёл террористический акт — взрывы в метрополитене, унёсшие 52 жизни.
| Результаты выбора города | Результаты выбора города | Результаты выбора города | Результаты выбора города | Результаты выбора города | Результаты выбора города | Результаты выбора города |
| ------------------------ | ------------------------ | ------------------------ | ------------------------ | ------------------------ | ------------------------ | ------------------------ |
| Кандидаты                | Страна                   | 1-й раунд                | 2-й раунд                | 3-й раунд                | 4-й раунд                |                          |
| Лондон                   | Великобритания           | 22                       | 27                       | 39                       | 54                       |                          |
| Париж                    | Франция                  | 21                       | 25                       | 33                       | 50                       |                          |
| Мадрид                   | Испания                  | 20                       | 32                       | 31                       | —                        |                          |
| Нью-Йорк                 | США                      | 19                       | 16                       | —                        | —                        |                          |
| Москва                   | Россия                   | 15                       | —                        | —                        | —                        |                          |

## Страны-участницы
В соревнованиях на летних Олимпийских играх 2012 года приняли участие спортсмены из 204 стран. 4 участника выступали под флагом МОК.

## Организация

### Обеспечение безопасности
Для обеспечения безопасности Олимпийских игр были приняты беспрецедентные меры. Было задействовано в общей сложности 40 тысяч человек, включая 14 тысяч полицейских и 17 тысяч военнослужащих. Правительство Великобритании использовало в целях безопасности военную технику вплоть до зенитно-ракетных комплексов «Рапира». Бюджет безопасности Олимпиады-2012 составил порядка 585 миллионов фунтов стерлингов.

## Спортивные объекты
В пределах Большого Лондона располагалось большинство спортивных объектов, поделённых на три зоны — олимпийскую, в Олимпийском парке, речную (вдоль реки Темзы на востоке города) и центральную, в центре и на западе региона.

### Олимпийский парк
- Олимпийский стадион — лёгкая атлетика, церемонии открытия и закрытия
- Водный центр — все водные виды спорта, кроме плавания на открытой воде
- Лондонский велопарк — велотрек и BMX
- Ривербанк арена — хоккей на траве
- Баскетбольная арена — баскетбол, гандбол
- Коппер бокс — гандбол, современное пятиборье
- Олимпийская деревня Лондона

### Речная зона
- ExCeL London (Выставочный центр Лондона) — бокс, фехтование, дзюдо, настольный теннис, тхэквондо, тяжёлая атлетика и борьба
- Арена O2 и Арена Гринвич — бадминтон, баскетбол, все виды гимнастики. На время проведения соревнований будут называться Северная арена Гринвича 1 и 2 соответственно.
- Гринвичский парк — конный спорт и часть современного пятиборья
- Казармы королевской артиллерии — стрельба

### Центральная зона
- Уэмбли — футбол
- Арена Уэмбли — бадминтон, художественная гимнастика
- Всеанглийский клуб лаун-тенниса и крокета — теннис
- Лордс крикет граунд — стрельба из лука
- Риджентс-парк — велошоссе
- Плац-парад конной гвардии — пляжный волейбол
- Гайд-парк — триатлон и плавание на открытой воде
- Эрлс Корт — волейбол

### За пределами Лондона
За чертой города располагались несколько спортивных стадионов. В пяти городах Великобритании стадионы приняли у себя матчи предварительных соревнований по футболу:
- Хэмпден Парк, Глазго;
- Миллениум, Кардифф;
- Олд Траффорд, Манчестер;
- Сент-Джеймс Парк, Ньюкасл;
- Стадион города Ковентри, Ковентри.

Также вне Лондона расположились следующие объекты:
- Центр гребного слалома Броксбурна, Уэлтэм Кросс;
- Дорни-Лейк, Дорни — академическая гребля и гребля на байдарках и каноэ;
- Национальная академия парусного спорта Уэймута и Портленда, остров Портленд;
- Загородный парк Хадли, недалеко от замка Хадли — маунтин-байк.

## Символы

### Эмблема
Изображение состоит из четырёх частей в виде неправильных многоугольников, которые символизируют цифры года Олимпиады — «2», «0», «1», «2». В одну из частей включено слово «London», а в другую — изображение олимпийских колец. Эмблема доступна в четырёх цветовых вариантах: синем, зелёном, оранжевом и жёлтом. Логотип разрабатывался около года компанией Wolff Olins и стоил 400 тысяч фунтов стерлингов. В феврале 2011 года власти Ирана заявили о намерении бойкотировать Олимпийские игры 2012, так как логотип Олимпиады-2012 стилизован под слово Zion — Сион. Глава иранского Олимпийского комитета Бахрам Афшарзадех назвал логотип «расистским». Также публиковались высказывания, что логотип Олимпиады похож на свастику.

### Талисманы
Талисманы Игр были объявлены 19 мая 2010 года. Ими стали, по заявлениям авторов, две капли стали из Болтона по имени Венлок и Мандевиль. Они названы в честь города Мач-Венлок, в котором прошли первые соревнования наподобие Олимпийских игр, и госпиталя городка Сток-Мандевиль, где прошли первые на территории Великобритании соревнования наподобие Паралимпийских игр. У обоих талисманов по одному глазу, и на них нарисованы логотипы Игр (на Венлоке — логотип Олимпиады, на Мандевиле — Паралимпиады).

### Медали
Диаметр одной медали составил около 85 миллиметров и 7 миллиметров в толщину, масса одной награды — 375–400 граммов. Это самые большие медали в истории Игр, информирует Sky Sports. Всего к Олимпиаде было выпущено примерно 2100 медалей.
На аверсе медали на фоне афинского стадиона Панатинаикос (каким он был в древности) изображена Богиня Победы Ника с пальмовой ветвью в левой руке и лавровым венком в правой (использован дизайн, созданный флорентийским художником Джузеппе Кассиоли (Giuseppe Cassioli, 1865–1942), который выиграл конкурс, объявленный Международным олимпийским комитетом в 1921 году). Вверху помещены надпись «XXX Olympiad London 2012» («XXX Олимпиада Лондон 2012») и пять Олимпийских колец. На реверсе представлена эмблема Олимпийских Игр 2012 года в Лондоне как «новое архитектурное выражение, метафора современного английского города». На стилизованных цифрах 2012 нанесены надпись London и пять Олимпийских колец. Пересекающиеся прямые символизируют единство спортсменов, как бы излучающих энергию, а река Темза символизирует столицу Великобритании.
Автором всего проекта стал дизайнер Дэвид Уоткинс (David Watkins).

### Гимн
Официальным гимном Олимпиады в Лондоне стала песня Survival (рус. «выживание») группы Muse. Песня прозвучала во время открытия Олимпиады, а также на всех церемониях награждения спортсменов. Песня стала главной темой и для международных телевизионных заставок-Олимпийских игр.
Финский профессор физкультурной социологии Ханну Итконен из университета Ювяскюля подверг критике текст олимпийского гимна, в котором, по его мнению, ничего не говорится о спортивном духе, который призван объединять, но утверждается, что жизнь — это состязание, в котором выигрывает тот, кто решил преуспеть, кто не прощает и не сдается.

### Поддержка спонсоров
Осенью 2011 года в Лондоне стартовала кампания Move to the beat, созданная Кока-Колой. В грандиозном шоу участвовали известные спортсмены, а также был исполнен один из официальных гимнов XXX Олимпиады — Anywhere In The World. Марк Ронсон — автор музыки — использовал для записи звуки, производимые спортсменами во время своих действий (например: при опорном прыжке через бревно происходит звук, похожий на музыкальный бит). Исполнительницей слов песни выступила певица Katy B.

## Эстафета Олимпийского огня
Эстафета олимпийского огня летних Олимпийских игр 2012 проводилась с 19 мая по 27 июля 2012 года, вплоть до открытия Олимпийских игр. Эстафета прошла по территории Соединенного Королевства, также были посещены коронные земли — Джерси, Гернси и остров Мэн — и Ирландия.

## Церемония открытия
Церемония открытия состоялась 27 июля на новом, специально сооружённом к играм, 80-тысячном Олимпийском стадионе и носила название «Острова чудес» (англ. The Isles of Wonder). Режиссёром церемонии является лауреат премии «Оскар» Дэнни Бойл. Игры открыла 86-летняя королева Великобритании Елизавета II. 20-минутную секцию сыграл Майк Олдфилд с инструментальной композицией Tubular Bells. В завершении открытия выступил сэр Пол Маккартни с песнями The End и Hey Jude.

## Церемония закрытия
Церемония закрытия Олимпийских игр, которая называлась «Симфония британской музыки» (англ. A Symphony of British Music), состоялась 12 августа на Олимпийском стадионе. По традиции на церемонии был передан Олимпийский флаг мэру следующей столицы летней Олимпиады. На церемонии выступали: One Direction, Pet Shop Boys, Kaiser Chiefs, Джордж Майкл, Энни Леннокс, Ник Мейсон и Майк Резерфорд, Эд Ширан, Jessie J, Рассел Брэнд, Fatboy Slim, Spice Girls, Beady Eye, Эрик Айдл, Muse, Queen, Take That, The Who и др.

## Соревнования
8 июля 2005 года, через два дня после выбора Лондона местом проведения Олимпийских игр, МОК принял решение исключить бейсбол и софтбол из программы этих Игр. Вместо них предлагались к включению гольф, карате, регби-7, роликовый спорт и сквош, однако они не получили необходимого количества голосов.
По сравнению с прошлыми Играми произошли некоторые изменения в программе. 13 августа 2009 года Исполнительный комитет МОК впервые разрешил женщинам принять участие в боксе. Они соревновались в трёх весовых категориях (до 51, 60 и 75 кг) по 12 спортсменок, в то время как одна мужская весовая категория была исключена. Впервые женщины смогли выступать во всех летних видах спорта. В гребле на байдарках и каноэ по гладкой воде соревнования каноэ-двоек на 500 метров среди мужчин заменены женскими соревнованиями байдарок-одиночек на 200 метров. Также все остальные мужские соревнования на дистанции 500 метров (байдарки-одиночки, байдарки-двойки, каноэ-одиночки) укорочены до 200 метров. В теннисе, впервые с 1924 года, прошли соревнования среди смешанных пар. В парусном спорте соревнования в классе Торнадо были исключены, а класс Инглинг заменён на Эллиотт. В велоспорте впервые введены омниум у мужчин и женщин, командная гонка преследования, командный спринт и кейрин у женщин, но были отменены индивидуальная гонка преследования, гонка по очкам и мэдисон.
Также небольшие изменения произошли в гандболе: был отменён турнир за 5-8 места среди команд, проигравших в четвертьфинале. В современном пятиборье изменился формат соревнований: бег и стрельба объединены в одно соревнование.
Всего соревнования проходят по 26 видам спорта и 39 спортивным дисциплинам:
- Академическая гребля
- Бадминтон
- Баскетбол
- Бокс
- Борьба
  - Вольная
  - Греко-римская
- Велоспорт
  - Трековые гонки
  - Шоссейные гонки
  - Маунтинбайк
  - BMX
- Водные виды спорта
  -  Водное поло
  -  Плавание
  -  Прыжки в воду
  -  Синхронное плавание
- Волейбол
  - Волейбол
  - Пляжный волейбол
- Гандбол
- Гребля на байдарках и каноэ
  - Гребля на байдарках и каноэ
  - Гребной слалом
- Гимнастика
  -  Спортивная гимнастика
  -  Художественная гимнастика
  -  Прыжки на батуте
- Дзюдо
- Конный спорт
  - Выездка
  - Конкур
  - Троеборье
- Лёгкая атлетика
- Настольный теннис
- Парусный спорт
- Современное пятиборье
- Стрельба
- Стрельба из лука
- Теннис
- Триатлон
- Тхэквондо
- Тяжёлая атлетика
- Фехтование
- Футбол
- Хоккей на траве

## Календарь
Полное расписание Игр было опубликовано 15 февраля 2011 года.
| ● | Церемония открытия | ● | Квалификация соревнований | ● | Финалы соревнований | ● | Церемония закрытия |

| Июль / август               | Июль / август               | 25 | 26 | 27 | 28 | 29 | 30 | 31 | 1  | 2  | 3  | 4  | 5  | 6  | 7  | 8  | 9  | 10 | 11 | 12 | Медали |
| --------------------------- | --------------------------- | -- | -- | -- | -- | -- | -- | -- | -- | -- | -- | -- | -- | -- | -- | -- | -- | -- | -- | -- | ------ |
| Церемонии                   | Церемонии                   |    |    | ●  |    |    |    |    |    |    |    |    |    |    |    |    |    |    |    | ●  |        |
| Академическая гребля        | Академическая гребля        |    |    |    |    |    |    |    | 3  | 3  | 4  | 4  |    |    |    |    |    |    |    |    | 14     |
| Бадминтон                   | Бадминтон                   |    |    |    |    |    |    |    |    |    | 1  | 2  | 2  |    |    |    |    |    |    |    | 5      |
| Баскетбол                   | Баскетбол                   |    |    |    |    |    |    |    |    |    |    |    |    |    |    |    |    |    | 1  | 1  | 2      |
| Бокс                        | Бокс                        |    |    |    |    |    |    |    |    |    |    |    |    |    |    |    | 3  |    | 5  | 5  | 13     |
| Борьба                      | Борьба                      |    |    |    |    |    |    |    |    |    |    |    | 2  | 3  | 2  | 2  | 2  | 2  | 3  | 2  | 18     |
| Велоспорт                   | Велоспорт                   |    |    |    | 1  | 1  |    |    | 2  | 2  | 2  | 1  | 1  | 1  | 3  |    |    | 2  | 1  | 1  | 18     |
| Водное поло                 | Водное поло                 |    |    |    |    |    |    |    |    |    |    |    |    |    |    |    | 1  |    |    | 1  | 2      |
| Волейбол                    | Волейбол                    |    |    |    |    |    |    |    |    |    |    |    |    |    |    |    |    |    | 1  | 1  | 2      |
| Гандбол                     | Гандбол                     |    |    |    |    |    |    |    |    |    |    |    |    |    |    |    |    |    | 1  | 1  | 2      |
| Гребля на байдарках и каноэ | Гребля на байдарках и каноэ |    |    |    |    |    |    | 1  | 1  | 2  |    |    |    |    |    | 4  | 4  |    | 4  |    | 16     |
| Дзюдо                       | Дзюдо                       |    |    |    | 2  | 2  | 2  | 2  | 2  | 2  | 2  |    |    |    |    |    |    |    |    |    | 14     |
| Конный спорт                | Конный спорт                |    |    |    |    |    |    | 2  |    |    |    |    |    | 1  | 1  | 1  | 1  |    |    |    | 6      |
| Лёгкая атлетика             | Лёгкая атлетика             |    |    |    |    |    |    |    |    |    | 2  | 6  | 6  | 5  | 4  | 4  | 5  | 6  | 8  | 1  | 47     |
| Настольный теннис           | Настольный теннис           |    |    |    |    |    |    |    | 1  | 1  |    |    |    |    | 1  | 1  |    |    |    |    | 4      |
| Парусный спорт              | Парусный спорт              |    |    |    |    |    |    |    |    |    |    |    | 2  | 2  | 2  | 1  | 1  | 1  | 1  |    | 10     |
| Плавание                    | Плавание                    |    |    |    | 4  | 4  | 4  | 4  | 4  | 4  | 4  | 4  |    |    |    |    | 1  | 1  |    |    | 34     |
| Прыжки в воду               | Прыжки в воду               |    |    |    |    | 1  | 1  | 1  | 1  |    |    |    | 1  |    | 1  |    | 1  |    | 1  |    | 8      |
| Прыжки на батуте            | Прыжки на батуте            |    |    |    |    |    |    |    |    |    | 1  | 1  |    |    |    |    |    |    |    |    | 2      |
| Синхронное плавание         | Синхронное плавание         |    |    |    |    |    |    |    |    |    |    |    |    |    | 1  |    |    | 1  |    |    | 2      |
| Современное пятиборье       | Современное пятиборье       |    |    |    |    |    |    |    |    |    |    |    |    |    |    |    |    |    | 1  | 1  | 2      |
| Спортивная гимнастика       | Спортивная гимнастика       |    |    |    |    |    | 1  | 1  | 1  | 1  |    |    | 3  | 3  | 4  |    |    |    |    |    | 14     |
| Стрельба                    | Стрельба                    |    |    |    | 2  | 2  | 1  | 1  | 1  | 1  | 2  | 2  | 1  | 2  |    |    |    |    |    |    | 15     |
| Стрельба из лука            | Стрельба из лука            |    |    |    | 1  | 1  |    |    |    | 1  | 1  |    |    |    |    |    |    |    |    |    | 4      |
| Теннис                      | Теннис                      |    |    |    |    |    |    |    |    |    |    | 2  | 3  |    |    |    |    |    |    |    | 5      |
| Триатлон                    | Триатлон                    |    |    |    |    |    |    |    |    |    |    | 1  |    |    | 1  |    |    |    |    |    | 2      |
| Тхэквондо                   | Тхэквондо                   |    |    |    |    |    |    |    |    |    |    |    |    |    |    | 2  | 2  | 2  | 2  |    | 8      |
| Тяжёлая атлетика            | Тяжёлая атлетика            |    |    |    | 1  | 2  | 2  | 2  | 2  |    | 2  | 1  | 1  | 1  | 1  |    |    |    |    |    | 15     |
| Фехтование                  | Фехтование                  |    |    |    | 1  | 1  | 1  | 1  | 2  | 1  | 1  | 1  | 1  |    |    |    |    |    |    |    | 10     |
| Футбол                      | Футбол                      |    |    |    |    |    |    |    |    |    |    |    |    |    |    |    | 1  |    | 1  |    | 2      |
| Хоккей на траве             | Хоккей на траве             |    |    |    |    |    |    |    |    |    |    |    |    |    |    |    |    | 1  | 1  |    | 2      |
| Художественная гимнастика   | Художественная гимнастика   |    |    |    |    |    |    |    |    |    |    |    |    |    |    |    |    |    | 1  | 1  | 2      |
| Комплекты медалей           | Комплекты медалей           |    |    |    | 12 | 14 | 12 | 15 | 20 | 18 | 22 | 25 | 23 | 18 | 21 | 17 | 22 | 16 | 32 | 15 | 302    |
| Июль / август               | Июль / август               | 25 | 26 | 27 | 28 | 29 | 30 | 31 | 1  | 2  | 3  | 4  | 5  | 6  | 7  | 8  | 9  | 10 | 11 | 12 |        |

## Медальный зачёт
Ниже показаны результаты команд (жирным шрифтом выделено наибольшее количество медалей в своей категории):

Жирным выделено наибольшее количество медалей в своей категории; страна-организатор также выделена.
|       | Общее количество медалей | Общее количество медалей | Общее количество медалей | Общее количество медалей | Всего |
| Место | Страна                   | Золото                   | Серебро                  | Бронза                   | Всего |
| ----- | ------------------------ | ------------------------ | ------------------------ | ------------------------ | ----- |
| 1     | США                      | 46                       | 28                       | 29                       | 103   |
| 2     | Китай                    | 38                       | 31                       | 22                       | 91    |
| 3     | Великобритания           | 29                       | 17                       | 19                       | 65    |
| 4     | Россия                   | 18                       | 21                       | 26                       | 65    |
| 5     | Республика Корея         | 13                       | 9                        | 8                        | 30    |
| 6     | Германия                 | 11                       | 20                       | 13                       | 44    |
| 7     | Франция                  | 11                       | 11                       | 13                       | 35    |
| 8     | Австралия                | 8                        | 15                       | 12                       | 35    |
| 9     | Италия                   | 8                        | 9                        | 11                       | 28    |
| 10    | Венгрия                  | 8                        | 4                        | 6                        | 18    |
| Всего | Всего                    | 302                      | 304                      | 354                      | 960   |

## Лишения наград
В ходе допингового скандала 2015—2016 года, 22 марта 2016 года решением Международной ассоциацией легкоатлетических федераций были лишены наград следующие спортсмены:
- Ольга Каниськина лишена серебряной медали, которую она получила в ходьбе на 20 км[16];
- Сергей Кирдяпкин лишился золотой медали, которую он получил в ходьбе на 50-километровую дистанцию[17].
- Евгения Колодко лишена серебряной медали, которую она получила в толкании ядра. В ходе соревнований Евгения завоевала бронзу, но после того как победительница Игр, белорусская спортсменка Надежда Остапчук, ещё в 2012 году была лишена медали из-за положительной допинг-пробы, результат Колодко стал вторым.
- Российский тяжелоатлет Александр Иванов, выступавший в категории до 94 кг, лишён серебряной медали Игр-2012. В его пробе обнаружен туринабол, а также тамоксифен.
- Светлана Подобедова, Казахстан. Тяжёлая атлетика, женщины до 75 кг. Обнаружен препарат станозолол. Лишена золотой медали[18].
- Заболотная Наталья, Россия. Тяжёлая атлетика, женщины до 75 кг. Обнаружен препарат туринабол. Лишена серебряной медали[19].
- Ирина Кулеша, Беларусь. Тяжёлая атлетика, женщины до 75 кг. Обнаружены препараты туринабол и станозолол. Лишена бронзовой медали[19].
- Россиянка Юлия Зарипова (Иванова), выступающая в беге на 3000 м с препятствиями, лишена золота Олимпиады в Лондоне. По итогам перепроверки допинг-проб в её анализе обнаружен запрещенный стероид туринабол.
- Татьяна Белобородова (Лысенко) выиграла золотую медаль в метании молота, но в ходе повторной перепроверки проб, сданных во время Игр в Пекине и Лондоне, были найдены следы запрещенного вещества туринабола. Международный олимпийский комитет аннулировал результат игр в Лондоне. Белобородова отказалась возвращать золотую медаль.
- Иван Ухов 1 февраля 2019 года решением спортивного арбитражного суда (CAS) в Лозанне лишен золотой медали Олимпийских игр-2012 в Лондоне в прыжках в высоту, а также отстранен на 4 года от соревнований за нарушение антидопинговых правил.

## Отображение в культуре
- В сериале «Доктор Кто», в серии «Бойся её» (2006 год), действие происходит во время Олимпийских игр 2012 года. В конце серии Десятый Доктор донёс олимпийский огонь до конца эстафеты. Примечательно, что актёр, играющий Одиннадцатого Доктора, Мэтт Смит, нёс олимпийский огонь в Кардиффе, а также Одиннадцатый Доктор в исполнении этого актёра в дополнительном эпизоде «На вес золота» спасает факелоносца олимпийского огня Олимпиады-2012 от Плачущего ангела.
- Лондонская Олимпиада также неоднократно упоминается и является главной целью спортсменок из американского телесериала «Добиться или сломаться».
- В футуристическом фильме-катастрофе «2012» в экстренном выпуске новостей диктор вскользь упоминает, что летняя Олимпиада в Лондоне отменена в связи с начавшимися землетрясениями и наводнениями.
- По мотивам лондонской Олимпиады в 2011 году вышла третья игра в серии Mario & Sonic — Mario & Sonic at the London 2012 Olympic Games.